# Europees kampioenschap voetbal 2020 (Groep B) België - Rusland
Dit artikel gaat over de wedstrijd in de groepsfase in groep B tussen België en Rusland die gespeeld werd op zaterdag 12 juni 2021 in het Krestovskistadion te Sint-Petersburg tijdens het Europees kampioenschap voetbal 2020. Het duel was de vierde wedstrijd van het toernooi.
Vlak voordat de wedstrijd van start ging, knielden de Belgische spelers op de grond, wat leidde tot veel gefluit en gejoel van toeschouwers op de tribune. Veel mensen beschouwen het knielen als een protest als tegen racisme, terwijl anderen juist vinden dat het leidt tot verdeeldheid binnen de Black Lives Matter organisatie. De Russische spelers knielden niet en bleven staan.

## Voorafgaand aan de wedstrijd
- België stond voorafgaand aan dit toernooi op de eerste plaats van de FIFA-wereldranglijst. Rusland stond op de 38ste plaats van de FIFA-wereldranglijst. 20 Europese landen en 19 EK-deelnemers stonden boven Rusland op die lijst.
- Voorafgaand aan deze wedstrijd troffen België en Rusland elkaar al zeven keer. België won vijf van deze wedstrijden, Rusland won geen enkele keer en twee keer eindigde de wedstrijd onbeslist. Beide landen speelden al twee keer eerder op een groot eindtoernooi tegen elkaar, op het WK 2002 (3–2 winst België) en op het WK 2014 (1–0 winst België).
- Voor België was dit haar zesde deelname aan het Europees kampioenschap en de tweede op rij sinds het EK 2016. Rusland nam ook voor de zesde keer deel aan het Europees kampioenschap en daarmee voor de vijfde keer op rij sinds het EK 2004.

## Wedstrijdgegevens[2]
| Datum                  | 12 juni 2021 | 12 juni 2021 |
| Wedstrijdnummer        | 4 | 4 |
| Stadion                | Krestovskistadion, Sint-Petersburg                                                                                       | Krestovskistadion, Sint-Petersburg                                                                                       |
| Toeschouwers           | 26.264 | 26.264 |
| Scheidsrechter         | Antonio Mateu Lahoz | Antonio Mateu Lahoz |
| Assistenten            | Pau Cebrián Devis Roberto Díaz Pérez del Palomar                                                                         | Pau Cebrián Devis Roberto Díaz Pérez del Palomar                                                                         |
| Vierde official        | Fernando Rapallini | Fernando Rapallini |
| Videoscheidsrechters   | Alejandro Hernández João Pinheiro (assistent) Íñigo Prieto López de Cerain (assistent) Juan Martínez Munuera (assistent) | Alejandro Hernández João Pinheiro (assistent) Íñigo Prieto López de Cerain (assistent) Juan Martínez Munuera (assistent) |
| Man van de wedstrijd   | Romelu Lukaku | Romelu Lukaku |
|                        | België | Rusland |
| Doelpunten             | 3 | 0 |
| Gele kaarten           | 0 | 0 |
| Rode kaarten           | 0 | 0 |
| Wissels                | 4 | 5 |
| Schoten op doel        | 4 | 1 |
| Schoten naast doel     | 3 | 3 |
| Overtredingen          | 9 | 11 |
| Hoekschoppen           | 2 | 4 |
| Buitenspel             | 0 | 4 |
| Passnauwkeurigheid (%) | 90 | 76 |
| Balbezit (%)           | 62 | 38 |

| België | 3 – 0           | Rusland |
| Romelu Lukaku (Dries Mertens) 10' Thomas Meunier 34' Romelu Lukaku (Thomas Meunier) 88' | goals (assists) | |
| Roberto Martínez | bondscoach      | Stanislav Tsjertsjesov |
| Thibaut Courtois Toby Alderweireld Dedryck Boyata Jan Vertonghen 76' Timothy Castagne 27' Leander Dendoncker Youri Tielemans Thorgan Hazard Dries Mertens 72' Romelu Lukaku Yannick Carrasco 77' | opstellingen    | Anton Sjoenin Mário Fernandes Andrej Semjonov Georgi Dzjikija Joeri Zjirkov 43' Magomed Ozdojev Dmitri Barinov 46' Roman Zobnin 63' Aleksandr Golovin Daler Koezjajev 29' Artjom Dzjoeba |
| Thomas Meunier 27' Eden Hazard 72' ( 76') Thomas Vermaelen 76' Dennis Praet 77' | wissels         | 29' 63' Denis Tsjerysjev 43' Vjatsjeslav Karavajev 46' Igor Diveev 63' Maksim Moechin 63' Aleksej Mirantsjoek                                                                            |
| | gele kaarten    | |
| | rode kaarten    | |